# Mesocyclops wraniki
Mesocyclops wraniki – gatunek widłonoga z rodziny Cyclopidae. Nazwa naukowa tego gatunku skorupiaków została opublikowana w 2000 roku przez zoologów Deo Baribwegure i Henriego J. Dumonta.